# Bréviaire royal de Saint-Louis de Poissy
Le bréviaire royal de Saint-Louis de Poissy est un bréviaire conservé à la Bibliothèque nationale de France (BnF).

## Historique
Le bréviaire de Saint-Louis de Poissy a été réalisé, entre 1310 et 1315, à la demande du roi de France Philippe IV le Bel en l’honneur de son grand-père, le roi Louis IX, canonisé en 1297. 
Classé Trésor national en octobre 2014, la Bibliothèque nationale de France lance une souscription le 25 août 2015 afin de réunir une partie du million d'euros nécessaire à son acquisition. Plus de 3 000 donateurs y participent pour un montant de près de 440 000 euros permettant de faire rentrer le manuscrit dans les collections de l'institution. Celui-ci est ensuite numérisé en 2017 et disponible en ligne depuis sur Gallica.

## Composition de l'œuvre
Constitué de 600 feuillets de parchemin très fin, ce livre liturgique (176 x 115 mm) contient l’ensemble des textes permettant de célébrer chaque jour les Heures ou Offices divins. Il était destiné à l'usage des Dominicaines de l'abbaye Saint-Louis de Poissy. Il est réalisé par l'enlumineur royal Richard de Verdun entre 1310 et 1315. 

## Intérêt de l'œuvre
Ce bréviaire témoigne de la mise en place du culte de saint Louis, devenu saint protecteur de la famille royale française. Connu pour sa piété, le roi Louis IX avait fait édifier la Sainte-Chapelle de Paris, entre 1242 et 1248 pour y conserver des reliques du Christ qu'il avait achetées. Les enluminures illustrant le texte, accordent une place exceptionnelle aux reliques et aux offices de la Couronne d'épines, de la translation du chef de saint Louis ou de la fête de la saint Louis.
Richard de Verdun, l'enlumineur, utilisa des innovations iconographiques qui font de ce manuscrit un témoin de premier ordre de l’histoire de l’enluminure française. Aux représentations traditionnelles peintes dans les initiales historiées, il associe dans la marge inférieure du manuscrit un cycle iconographique des sept sacrements qui fut repris par le bréviaire de Belleville peint par Jean Pucelle, vers 1323-1326. 